# باميلا دافيد
وإسمها الكامل باميلا كارولينا دافيد غوتيريز (بالإسبانية: Pamela Carolina David Gutiérrez) وهي ممثلة و عارضة أزياء و مذيعة أرجنتينية ولدت في يوم 6 أكتوبر 1978 في مدينة كوردوبا في الأرجنتين.

## روابط خارجية
- باميلا دافيد على موقع IMDb (الإنجليزية)
- باميلا دافيد على موقع قاعدة بيانات الفيلم (الإنجليزية)